# Adfix
Een adfix is een affix dat vóór of achter  een vrij morfeem (de stam) wordt geplaatst. Een adfix kan allomorfie vertonen, maar de afzonderlijke klanken (segmenten) kunnen nooit van elkaar worden gescheiden.  
De term "adfix" wordt gebruikt om deze gebonden morfemen te onderscheiden van andere gebonden morfemen, die in het vrije morfeem zelf of op hoger niveau worden geïntegreerd en/of in afzonderlijke segmenten kunnen worden gescheiden: transfixen, interfixen, infixen, suprafixen, simulfixen en duplifixen. Prefixen en suffixen zijn altijd adfixen, confixen en disfixen zijn dit meestal ook.   